# دی‌هیدرواوروتات دهیدروژناز
دی‌هیدرواوروتات دهیدروژناز (انگلیسی: Dihydroorotate dehydrogenase؛ با تلفظ صحیحِ: دی‌هایدرو اوروتِـیت دی‌هایدروجـِـنِـیز) که به اختصار به صورت «DHODH» نوشته می‌شود، آنزیمی است که در بدن انسان توسط ژن DHODH کُد می‌شود که بر روی کروموزوم شماره ۱۶ قرار دارد.
آنزیم پروتئینی که بواسطهٔ فرمانِ این ژن ساخته می‌شود موجب کاتالیز مرحلهٔ چهارم آنزیمی اکسیداسیون ۴٬۵-دی هیدرو اوروتیک اسید به اوروتیک اسید می‌شود که بواسطهٔ کوآنزیم کیو ۱۰ در مسیر بیوسنتز پیریمیدین صورت می‌گیرد.
این پروتئین، یک آنزیم میتوکندریال است که در غشاء داخلی آن (IMM) جای دارد. بازدارنده‌های آنزیمیِ دی‌هیدرواوروتات دهیدروژناز، در درمان بیماری‌های خودایمنی همچون روماتیسم مفصلی کاربرد دارند. یک نمونه از این بازدارنده‌ها، داروی «لِـفلونوماید» است که در درمان روماتیسم مفصلی، آرتریت پسوریاتیک و ام‌اس بکار می‌رود.